# Vân Từ
Vân Từ là một xã thuộc huyện Phú Xuyên, thành phố Hà Nội, Việt Nam.
Xã Vân Từ có diện tích 6,52 km², dân số năm 1999 là 4742 người, mật độ dân số đạt 727 người/km². Xã có nghề may quần áo comple nổi tiếng  